# Флаг Красноярского района
Флаг муниципального образования «Красноя́рский район» Астраханской области Российской Федерации — опознавательно-правовой знак, служащий официальным символом муниципального образования.
Флаг утверждён 24 ноября 1998 года и внесён в Государственный геральдический регистр Российской Федерации с присвоением регистрационного номера 416.

## Описание
«Прямоугольное синее полотнище с отношением ширины к длине 2:3, несущее изображение фигур герба района».
Фигуры герба представляют собой — золотую вогнутую саблю в пояс, остриём влево, сопровождаемую: вверху — золотой короной о шести зубцах, украшенной изумрудами и рубинами с красной подкладкой; внизу — Евангелием в пурпурном окладе с серебряными украшениями.

## Обоснование символики
Флаг разработан на основе герба Красноярского района, который, в свою очередь, разработан на основе исторического герба города Красный Яр, утверждённого 20 июля (1 августа) 1846 года. Красный Яр утратил статус города, однако и по сей день является центром Красноярского района.
Изображение Евангелия на флаге района — символ человеческой духовности и вечности.
Сабля и корона — основные элементы, используемые в полковым знамени Астраханского полка, ставшего прообразом земельного Астраханского герба, что соответствует современному административно-территориальному статусу Красноярского района.
Жёлтый цвет (золото) — символ высшей ценности, прочности, силы, великодушия, солнечного света и рассвета.
Белый цвет (серебро) — символ простоты, совершенства, мудрости, благородства, мира, взаимосотрудничества.
Голубой цвет (лазурь) — символ чистоты неба, красоты и добродетели.

## См. также

Флаги муниципальных образований Красноярского района
Аксарайский сельсовет
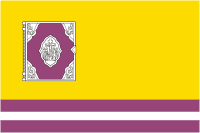
Красноярский сельсовет
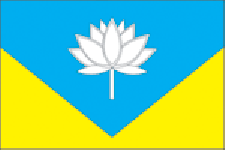
Степновский сельсовет